# Клаузницер, Альфред
Альфред Клаузницер (нем. Alfred Klausnitzer; 4 июля 1900, Горный Литвинов, Судетская область Чехословакия — 30 декабря 1958, Мюнхен) — чехословацкий спортсмен немецкого происхождения, кадровый сотрудник германских разведывательных и контрразведывательных органов; гауптштурмфюрер СС. Участник Олимпийских Игр 1936 (фехтование) как рефери и спортсмен.

## Биография
Из немецкой семьи торговца. Образование высшее.
Член НСДАП. В годы Второй мировой войны — военнослужащий германской армии; кадровый сотрудник Абвера и СД (отдел VI-Z-Ost, контрразведка СД).
Арестован военной контрразведкой СМЕРШ в Праге 3 августа 1945 года. Постановлением Особого Совещания при НКВД СССР от 5 января 1946 г. по обвинению в совершении преступления, предусмотренного ч. 1 ст. 58-6 УК РСФСР, заключён в ИТЛ сроком на 10 лет. По определению Главной военной прокуратуры Генеральной прокуратуры РФ от 26 июля 2001 г. Альфред Клаузницер реабилитирован.